# Rob Zegers
Rob Zegers (Oploo, 27 september 1979) is een voormalig Nederlands profvoetballer die van 1998 tot 2003 uitkwam voor VVV.

## Loopbaan
Zegers speelde vier jaar lang in de jeugdopleiding van PSV en stapte in 1996 over naar de A-junioren van VVV. Daar maakte hij onder trainer Hennie Spijkerman op 18-jarige leeftijd zijn profdebuut op 22 augustus 1998 in de thuiswedstrijd tegen ADO Den Haag (2-0).
De Brabander speelde als aanvaller en aanvallend ingestelde middenvelder in totaal 137 competitiewedstrijden voor de Venlose club. Na vijf jaar betaald voetbal werd zijn contract niet verlengd. Hij kon in 2003 naar MVV of Eindhoven maar koos voor een maatschappelijke carrière. Die combineerde hij nog elf seizoenen met het spelen op hoog amateurniveau, voor achtereenvolgens De Treffers, JVC Cuijk en UDI '19.
Ten gevolge van lichamelijk ongemak zette hij in 2014 een punt achter zijn voetballoopbaan.

## Statistieken
| Seizoen         | Club            | Competitie      | Competitie | Competitie | Beker | Beker | Overige | Overige | Totaal | Totaal |
| Seizoen         | Club            | Competitie      | Wed.       | Dlp.       | Wed.  | Dlp.  | Wed.    | Dlp.    | Wed.   | Dlp.   |
| --------------- | --------------- | --------------- | ---------- | ---------- | ----- | ----- | ------- | ------- | ------ | ------ |
| 1998/99         | VVV             | Eerste divisie  | 30         | 4          | 4     | 1     | —       | —       | 34     | 5      |
| 1999/00         | VVV             | Eerste divisie  | 16         | 0          | 3     | 0     | —       | —       | 19     | 0      |
| 2000/01         | VVV             | Eerste divisie  | 32         | 4          | 5     | 1     | —       | —       | 37     | 5      |
| 2001/02         | VVV             | Eerste divisie  | 26         | 2          | 5     | 0     | —       | —       | 31     | 2      |
| 2002/03         | VVV             | Eerste divisie  | 33         | 3          | 5     | 0     | —       | —       | 38     | 3      |
| Carrière totaal | Carrière totaal | Carrière totaal | 137        | 13         | 22    | 2     | 0       | 0       | 159    | 15     |